# Moed Qatan (Mischna)
Moed Qatan מועד קטן (dt. „kleiner Feiertag“ bzw. „Halbfeiertag“) ist ein Traktat der Mischna in der Ordnung Mo'ed (Festzeiten, Festtag).
Der Name Moed Qatan gibt die babylonische Tradition wieder. In der eretz-jisra'elischen Handschriftenüberlieferung ist der Traktat nach seinem Anfangswort משקין (mashqin) benannt. Im Erstdruck und allen traditionellen Ausgaben steht er an 11. Stelle in der II. Ordnung Moed (מועד) vor dem Traktat Chagiga. In den Handschriften jedoch ist er nach Chagiga der letzte Traktat der Ordnung.
Die drei Kapitel des Traktates beschäftigen sich vor allem mit der Frage, welche Tätigkeiten an Halbfeiertagen erlaubt sind. Als Halbfeiertage gelten die Tage zwischen dem ersten und dem siebten Tag des Pessachfestes sowie dem ersten und dem achten Tag des Laubhüttenfestes, sofern sie nicht auf einen Schabbat fallen. Der Tanach hat für diese Tage keine genaueren Anordnungen verfügt, so dass religionsgesetzlicher Klärungsbedarf bestand. Die Regelungen betreffen sowohl die Wirtschaft (Bewässerung, Straßenbau, Wein- und Olivenölherstellung) als auch den privaten Bereich (Haareschneiden, Heirat, Trauerriten).
Den Abschluss des Traktates als auch der Ordnung (s. o.) bildet wie üblich ein kurzer Midrasch mit einem eschatologischen Ausblick. Der Traktat enthält als eine Seltenheit die wenigen poetischen Texte, die von den Talmudim (Gelehrten) überliefert wurden, verschiedene Trauerlieder profaner Natur. Die meistgenannten Rabbinen sind Rabbi Jehuda und Rabbi Josse.